# Ursula Berger
Ursula Berger (* 5. August 1950 in Zürich) ist eine Schweizer Tänzerin, Tanzpädagogin und Choreografin.
Nach einer Ausbildung zur kaufmännischen Angestellten in Olten und Studien in zeitgenössischem Tanz, Modern Dance, Ballett, Kreativem Tanz, Bewegungstheater, Improvisation und Choreografie in Montreal, New York und an den Universitäten von Los Angeles und San Diego wirkte Ursula Berger an Tanzprojekten in den USA mit, bevor sie in die Schweiz zurückkehrte. In Olten führt sie seit 1977 ein eigenes Tanzstudio.
Ursula Berger ist in zahlreichen Projekten als Tanzpädagogin und Choreografin tätig und unterstützt Theateraufführungen, Musicals und Opernproduktionen. Mit der eigenen Tanzkompanie realisierte sie Auftritte und Performances in der Schweiz und im Ausland. Sie unterrichtet mit Lehraufträgen an verschiedenen Schulen.
Berger ist Vorstandsmitglied des Berufsverbands Danse Suisse. Sie gehörte dem Schweizerischen Berufsverband für Tanz und Gymnastik (SBTG) und seit dessen Auflösung im Jahr 2008 der Nachfolgeorganisation IG SBTG an. Als Choreografin ist sie vom Schweizerischen Verband der Tänzer und Choreografen (SVTC) anerkannt. Im Kanton Solothurn ist sie Mitglied der Fachkommission Tanz und Theater des kantonalen Kuratoriums für Kulturförderung. Und sie wirkte als Jurymitglied des Schweizer Tanz&Choreografie-Preises und des von DanseSuisse organisierten Wettbewerbs für klassisches Ballett in Solothurn.
1996 begründete Ursula Berger die Tanztage Olten, für die sie als Präsidentin des Trägervereins Tanz in Olten und als künstlerische Leiterin tätig ist. Im Stadttheater Olten leitet sie Tanzaufführungen.
Ursula Berger wurde mit mehreren Preisen ausgezeichnet:
- Anerkennungspreis der Stadt Olten
- Preis Schloss Wartenfels 2006
- Anerkennungspreis für Tanz des Kantons Solothurn 2006[6]